# Allée Darius-Milhaud
L'allée Darius-Milhaud est une voie piétonne du 19e arrondissement de Paris, en France.

## Situation et accès
L'allée Darius-Milhaud est une voie publique située dans le 19e arrondissement de Paris. Elle débute au niveau de la place Jacques-Féron, au 95, rue Manin et se termine au 120, rue Petit.

## Origine du nom
Elle porte le nom du compositeur français, membre du Groupe des Six, Darius Milhaud (1892-1974). 

## Historique
La voie est créée dans le cadre de l'aménagement de la ZAC Manin-Jaurès, en englobant la rue Vaudremer, sous le nom provisoire de « voie CC/19 » et prend sa dénomination actuelle par un arrêté municipal du 3 avril 1990.
L'allée est construite à la place de l'embranchement ferroviaire reliant la ligne de Petite Ceinture aux abattoirs de la Villette (gare de Paris-Abattoirs et gare de Paris-Bestiaux). La voie ferroviaire étant construite en tranchée, il a été nécessaire de la combler sur une hauteur de 2,50 mètres. Elle est prolongée par l'allée Arthur-Honegger.

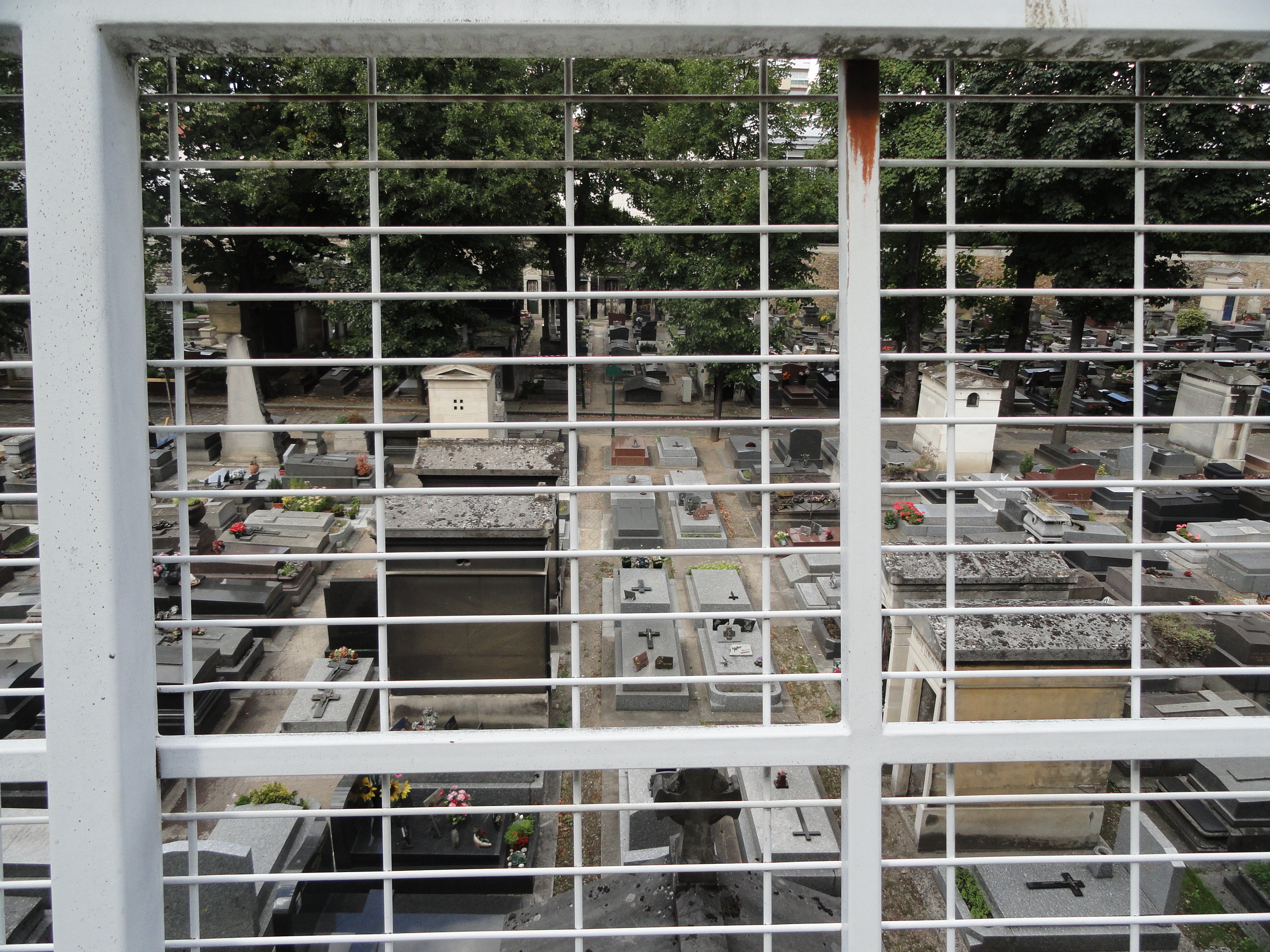
Cimetière de la Villette, vu depuis l'allée Darius-Milhaud.

## Bâtiments remarquables et lieux de mémoire
- N° 14 bis : église Sainte-Colette des Buttes-Chaumont.
- En face : collège Georges-Brassens (entrée au 4, rue Erik-Satie).
- Du n° 24 au n° 46, la rue longe le cimetière de la Villette.
- N° 47 : école élémentaire Goubet (après le croisement avec la rue du même nom) .
- N° 53 : école maternelle Darius Milhaud.
- N° 73 : square du Petit-Bois
- N° 80 : théâtre Darius Milhaud